# Quai de la Marne
Quai de la Marne (nábřeží Marny) je nábřeží v Paříži. Nachází se v 19. obvodu. Nábřeží je pojmenováno podle francouzské řeky Marny.

## Poloha
Nábřeží vede podél celého levého, jižního břehu kanálu Ourcq. Začíná u ulice Rue de la Crimée a končí u křížení kanálů Ourcq a Saint-Denis, kde na něj navazuje Quai de Metz vedoucí podél slepého kanálu Rouvray.